# Stanley Elkin
Ne doit pas être confondu avec Stanley Edward Elkin.
Compléments
Académie américaine des arts et des lettres
Stanley Elkin, né le 11 mai 1930 à Brooklyn et mort le 31 mai 1995 à Saint-Louis au Missouri, est un écrivain américain.

## Biographie
Bien que né à Brooklyn, New York, il grandit à Chicago à partir de l'âge de trois ans. Il passe ses vacances dans des colonies de vacances près de Mahwah dans le nord de l'État du New Jersey, une expérience dont il se souviendra plus tard dans ses œuvres.
Il fait des études supérieures à l'Université de l'Illinois à Urbana-Champaign et obtient un baccalauréat en 1952, puis un doctorat en 1961 grâce à une thèse sur William Faulkner. Pendant cette période, de 1955 à 1957, il sert également dans l'armée américaine. À partir de 1960, il est professeur à la faculté d'anglais de l'Université Washington de Saint-Louis. Sa vie durant, il souffre de la sclérose en plaques. En 1968, il est l'un des signataires d'une pétition contre la guerre du Viêt Nam.
En littérature, il est l'auteur de romans et nouvelles où se retrouve une part importante d'humour noir. Son style baroque et extravagant, tout particulièrement efficace dans les formes brèves, est une caractéristique de son œuvre, de même que la présence d'influences de sa culture juive.
Il reçoit le National Book Critics Circle Award en 1982 pour George Mills et, en 1995, pour Mrs. Ted Bliss (Mrs. Ted Bliss). The MacGuffin est nommé en 1991 pour le National Book Award. Son court roman Le Danseur de flamenco (The Bailbondsman) est adapté au cinéma par John Korty sous le titre Alex ou la Liberté (Alex & the Gypsy) en 1976.
Il meurt d'une crise cardiaque en 1995.

## Œuvre

### Romans
- Boswell: A Modern Comedy (1964)
- A Bad Man (1967) Publié en français sous le titre Un sale type, traduit par Jean-Pierre Carasso, Paris, Éditions Henri Veyrier, coll. « Off », 1977, 384 p.  (ISBN 2-85199-149-3) ; réédition, Paris, UGE, coll. « 10/18. Domaine étranger » no 2343, 1993, 384 p.  (ISBN 978-2-264-01886-1) ; réédition, Paris, Édition Cambourakis, 2011, 446 p.  (ISBN 978-2-916589-60-2) ; réédition, Paris, Édition Cambourakis, coll. « Cambourakis poche », 2019, 494 p.  (ISBN 978-2-36624-412-0)
- The Dick Gibson Show (1971)
- The Making of Ashenden (1972)
- The Bailbondsman ou Alex and the Gypsy (1976), court roman Publié en français sous le titre Le Danseur de flamenco, suivi par Marchand de liberté, traduit par Jean-Pierre Carasso, Aix-en-Provence, France, Éditions Alinéa, coll. « Domaine anglo-américain », 1984, 224 p. (BNF 34767326) ; réédition, Paris, Édition Cambourakis, 2009, 196 p.  (ISBN 978-2-916589-40-4)
- The Franchiser (1976)
- The Living End (1979), court roman Publié en français sous le titre Au commencement était la fin, traduit par Jean-Pierre Carasso, Paris, Éditions Robert Laffont, 1980, 194 p.  (ISBN 2-221-00525-2) ; réédition, Paris, Édition Cambourakis, coll. « Cambourakis poche », 2012, 158 p.  (ISBN 978-2-36624-008-5)
- George Mills (1982)
- The Magic Kingdom (1985) Publié en français sous le titre Le Royaume enchanté, traduit par Claire Maniez, Paris, Éditions Plon, coll. « Feux croisés », 1993, 408 p.  (ISBN 2-259-02414-9)
- The Rabbi of Lud (1987)
- The MacGuffin (1991)
- Mrs. Ted Bliss (1995) Publié en français sous le titre Mrs. Ted Bliss, traduit par d’Éléonore Cohen-Pourriat, Paris, Mercure de France, coll. « Bibliothèque étrangère », 2002, 434 p.  (ISBN 2-7152-2222-X)

### Recueils de nouvelles
- Criers and Kibitzers, Kibitzers and Criers (1966)
- Searches and Seizures ou Eligible Men (G.-B.) (1973), recueil de longues nouvelles Publié en français de façon partielle sous le titre Marchand de liberté, précédé de Le Danseur de flamenco, traduit par Jean-Pierre Carasso, Aix-en-Provence, France, Éditions Alinéa, coll. « Domaine anglo-américain », 1984, 224 p. (BNF 34767326) ; réédition, Paris, Éditions Cambourakis, 2009, 196 p.  (ISBN 978-2-916589-40-4) ; réédition, Paris, Cambourakis, coll. « poche », 2022 , 256 p.  (ISBN 978-2-36624-657-5)
- Early Elkin (1985)
- Van Gogh's Room at Arles (1993), recueil de longues nouvelles Publié en français sous le titre La Chambre de Van Gogh, traduit par Claire Maniez, Paris, Éditions Denoël, coll. « Empreinte », 1995, 157 p.  (ISBN 2-207-24322-2)

### Autres publications
- "A Prayer for Losers", dans le recueil collectif Why Work (1966)
- Stanley Elkin's Greatest Hits (1980), anthologie
- The Six-Year-Old Man (1987), scénario
- Pieces of Soap (1992), essais

### Court roman traduit en français
- La Seconde Vie de Preminger [« Condominium »], traduit par Jean-Pierre Carasso et Jacqueline Huet, Paris, Éditions Cambourakis, 2012, 152 p.  (ISBN 978-2-916589-83-1)

## Adaptation
- 1976 : Alex ou la Liberté (Alex & the Gypsy), film américain réalisé par John Korty, d'après le roman Le Danseur de flamenco (The Bailbondsman), avec Jack Lemmon et Geneviève Bujold